# Opus Nocturne
Opus Nocturne este al III-lea album de studio al trupei suedeze de black metal Marduk.  Albumul a fost lansat in anul 1994 de Osmose Productions  și  remasterizat în anul 2006 de către Regain Records  .

## Tracklist
1. "The Appearance of Spirits of Darkness" – 0:33
2. "Sulphur Souls" – 5:41
3. "From Subterranean Throne Profound" – 7:47
4. "Autumnal Reaper" – 3:31
5. "Materialized in Stone" – 5:10
6. "Untrodden Paths (Wolves Part II)" – 5:27
7. "Opus Nocturne" – 2:33
8. "Deme Quaden Thyrane" – 5:06
9. "The Sun Has Failed" – 7:22
10. "Sulphur Souls" ( bonus track) – 5:39 *
11. "Materialized in Stone" ( bonus track) – 5:38 *
12. "Opus Nocturne" ( bonus track) – 2:05 *
13. "Autumnal Reaper" ( bonus track) – 2:54 *

- Bonus track de la versiunea remasterizată de Regain Records în 2006. *

## Componență
- Joakim Göthberg  - voce
- Morgan Steinmeyer Håkansson - chitară
- Bogge "B. War" Svensson - bas
- Fredrik Andersson - baterie